# Tlacopac
Tlacopac es un barrio histórico y colonia residencial perteneciente a la alcaldía Álvaro Obregón, al sur de la Ciudad de México, vinculada por motivos históricos, urbanísticos y legales a las colonias Campestre, San Ángel Inn y San Ángel.

## Toponimia
A su nombre se le atribuye el significado de “lugar de varas” (de tlácotl,  “vara, palo, tallo, jarilla”, y la “c” locativa) o “en la mitad del agua” (de tlaco “en la mitad”, atl “agua” y el locativo “c”),  si bien ello deja sin explicar el elemento -pa-, y atl no se une al locativo -c. Posiblemente sea una forma abreviada de Tlacotlicpac, "encima de las jarillas" (tlácotl, jarilla, e -icpac, encima, posposición ante la cual se conserva la desinencia -tl). En algunos textos se le llamaba con una versión hispanizada, “Tlacopaque”. 

## Ubicación
Tlacopac se halla al sur de la Ciudad de México, fuera de la antigua área lacustre y en las primeras estribaciones de la Sierra de las Cruces. Anteriormente era frecuente que se incluyeran como parte de Tlacopac algunos lugares y edificaciones de las actuales colonias Campestre y Las Águilas.
La actual colonia Tlacopac colinda con las colonias Campestre al poniente y norte, San Ángel Inn al sur, y Atlamaya al poniente. Su código postal es 01049. La estación de metro más cercana es Barranca del Muerto. Existen rutas de transporte público concesionado sobre Anillo Periférico.
El Instituto Electoral del Distrito Federal considera a Tlacopac y Campestre como un mismo distrito, el 10-218.

## Gobierno y administración
En la época prehispánica, Tlacopac dependía del altépetl o señorío de Coyoacán. Después de la conquista fue un sujeto o "barrio"  del gobierno de indios de la villa de Coyoacán, que formaba parte del Marquesado del Valle de Oaxaca.

A partir de la independencia, Tlacopac perteneció al Estado de México, cuya capital estaba en San Agustín de las Cuevas, hoy Tlalpan. A raíz de la aprobación de la Constitución de 1857, pasó a depender del municipio de San Ángel, parte de la Prefectura del Sur, del nuevo Distrito Federal.

En 1928 la ciudad fue dividida en delegaciones políticas, dependientes del recientemente creado Departamento Central (luego Departamento del Distrito Federal). El suroeste del valle fue ocupado por la Delegación San Ángel, de la cual dependía Tlacopac. En 1932 esta Delegación pasó a denominarse Villa Obregón; actualmente es la Alcaldía Álvaro Obregón.

## Historia

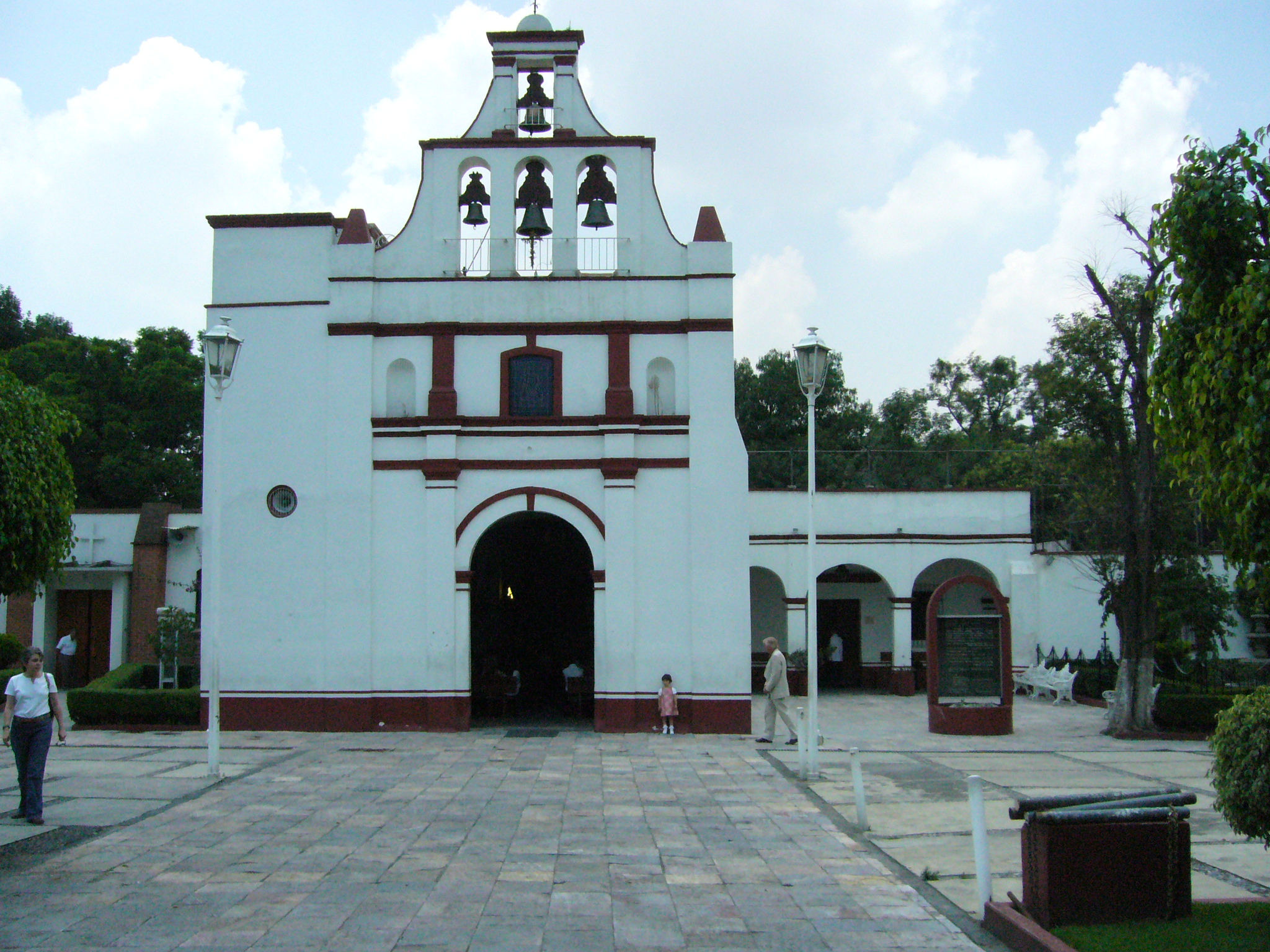
Parroquia de la Purísima concepción

En la época prehispánica los habitantes de Tlacopac eran indígenas nahuas establecidos al norte del que después fue el río San Ángel. El asentamiento fue un tlaxilacalli, esto es un grupo vinculado por parentesco. A fines del siglo XVI los españoles compraron muchas propiedades a indios nobles y del común, atraídos por la fertilidad de la tierra y la abundancia de aguas, para establecer sembradíos de trigo.
Había un camino que iba desde Tlacopac a San Sebastián Axotla, y de ahí a Coyoacán; y otro que venía desde San Jacinto Tenanitla a Tlacopac, pasando por las actuales calles del Árbol, Reyna y Corregidora, y después proseguía hacia el Olivar de los Padres. 
Los indios eran hortelanos y arrieros (el antiguo camino a Cuernavaca pasaba por el actual Anillo Periférico), así como “gañanes” o jornaleros, muchos de los cuales trabajaban en el gran colegio carmelita de San Ángel.
La iglesia del barrio es muy antigua. Fue una “visita” o dependencia de la parroquia de San Jacinto Tenanitla, administrada por los dominicos de Coyoacán. Su diseño es modesto, con una espadaña y una torre truncada e inconclusa. Tuvo un retablo churrigueresco, que en el siglo XIX fue reemplazado por altares neoclásicos, finalmente retirados en la década de 1960. La barda que lo circunda delimita lo que anteriormente fue el cementerio parroquial. Su advocación fue de la Asunción, luego en 1966 cambió a “De la conversión de San Pablo” y en 1987 pasó a ser de la “Purísima Concepción”, en cuya fecha (8 de diciembre) se realiza una procesión por las principales calles, con acompañamiento de bandas de música y danzantes de moros.

### sigloXIX
A principios del siglo XIX Tlacopac era considerado como zona de huertas y frutales, como puede apreciarse en la poesía “Despedida de una amada” compilada por José María Luis Mora:
¿He de volverte á ver?...Ya no mi lira,
que dulce en Tlacopac resonara,
bajo de aquel guayavo que corona 
la sonrosada frente de Pomona.
En 1848 los cuerpos de varios soldados irlandeses del Batallón de San Patricio, ejecutados en San Jacinto, recibieron sepultura en el cementerio de la iglesia. En 1999 se colocó en el atrio un monumento conmemorativo con una cruz celta, donde se han realizado ceremonias cívicas.
Desde mediados del siglo XIX, el desarrollo industrial de San Ángel (Fábrica de Papel Loreto y Peña Pobre) y Tizapán (textiles de La Hormiga y La Fama Montañesa) hizo que muchos pobladores pasaran a trabajar como obreros. 

Las nuevas necesidades de comunicación y transporte llevaron en 1866 a la construcción de una línea de ferrocarril entre la Ciudad de México y San Ángel, que pasaba al oriente de Tlacopac. El ferrocarril fue sustituido después, por problemas técnicos, por un tranvía tirado por mulas, hasta que en 1900 se estableció un servicio impulsado por energía eléctrica. Los tranvías dejaron de circular definitivamente en 1979. Aprovechando el trazo de la vía férrea, se abrió la calzada San Ángel, que en 1958 pasó a denominarse avenida Revolución. 

### sigloXX
En 1913 Francisco Fernández del Castillo  describió así la iglesia de Tlacopac:

"En la actualidad, la entrada al pueblo no puede ser más triste, porque se tiene que atravesar por el atrio de la iglesia, que como casi todos ellas, fue antiguo panteón, que ni barda tiene, lleno de monumentos sepulcrales corroídos por la humedad y el salitre, y otros que son simple enladrillados, como para señalar un lugar acaso por no tener la familia del sepultado otros elementos para dedicar un recuerdo.

Mencionaba asimismo que el cementerio era sitio de reunión y esparcimiento de las familias del pueblo. 

Hacia 1915 se fraccionó la parte alta de la Hacienda de Guadalupe para crear la colonia Campestre. Este fraccionamiento abarcaba el espacio al oriente de las actuales calles Reyna y Corregidora, teniendo como eje central la calle José de Teresa. Posteriormente, al establecerse los códigos postales, esta colonia incluyó la parte norte y la iglesia del pueblo de Tlacopac. 

En 1919 Franz Boker, migrante alemán dueño de un importante comercio del ramo ferretero de la Ciudad de México, compró una extensa propiedad en lo que entonces se denominaba Tlacopac (hoy en colonia Campestre). Aquí construyó la “Casa Amarilla”, de estilo colonial mexicano, en una zona donde sólo había modestas casas de adobe, y estimuló la llegada y residencia de numerosas familias de origen alemán. En esta época, asimismo, muchos intelectuales, profesionales y artistas construyeron residencias en Tlacopac, considerado como un retiro de la agitada vida urbana. Así fue con las casas del arquitecto Carlos Obregón Santacilia (1930), sobre la avenida Las Flores; y de la familia Herrerías Montoya (al final de la calle de Gladiolas, hoy dentro de un fraccionamiento privado).
Asimismo se estableció en la calle de Madero número 16 un convento de religiosas carmelitas descalzas con la advocación de San José donde se rinde culto a una imagen del Señor de Santa Teresa o de Ixmiquilpan a la que se le atribuyó una renovación milagrosa en 1621. Perteneció originalmente esta imagen al convento agustino de Ixmiquilpan y luego a la iglesia del convento carmelita de Santa Teresa la Antigua, de la Ciudad de México. 

En la segunda mitad del siglo XX Tlacopac fue progresivamente absorbido por el crecimiento urbano. El río San Ángel fue entubado; corre debajo de la actual calle León Felipe, y después bajo la de Río San Ángel y la avenida Vito Alessio Robles. La construcción del Anillo Periférico separó Tlacopac de las colonias Atlamaya y Las Águilas. La urbanización e integración a la ciudad también trajo la construcción de vecindades, residencias de clase media y alta, así como escuelas gubernamentales (Secundaria Federal no. 68 “Maestro Gabino Palma” y Escuela Primaria "República Francesa"). Existe un corredor comercial sobre la avenida Revolución, con restaurantes, locales de franquicias y algunos pequeños talleres tradicionales de servicios.

El antiguo pasado campesino se aprecia todavía el trazado sinuoso de algunas calles empedradas, como las de Jazmín y Jardín, así como en la modesta iglesia del barrio. En cuanto al ornato urbano, existe una plazoleta o jardín público en la calle de León Felipe, donde se halla una "escultura-totem", obra de Feliciano Béjar.

## Residentes célebres
- Félix Candela (1910 - 1997) Arquitecto de nacionalidad española y mexicana, famoso por la creación de estructuras basadas en el uso extensivo del paraboloide hiperbólico; vivió en Benito Juárez 14.
- Felipe Ehrenberg (1943 - 2017) artista, editor, ensayista, profesor y activista.
- Adela Formoso Ferrer (1905 - 1981) Destacada escritora, educadora, feminista y activista mexicana, contrajo matrimonio con el arquitecto Carlos Obregón Santacilia. Vivió en Avenida Las Flores 278.[15]
- Carlos Obregón Santacilia (1896 - 1961). Precursor de la arquitectura moderna en México, es considerado uno de los arquitectos más importantes de la primera mitad del siglo XX. vivió en avenida Las Flores 278, en una residencia edificada por él.[15]
- German Dehesa (1944 - 2010). Escritor, periodista, artista. Vivió y murió en la calle de Corregidora.

## Declaratoria de patrimonio
La clasificación urbana de Tlacopac ha estado asociada a San Ángel y San Ángel Inn, considerados como un conjunto. Tlacopac fue incorporado en la Declaratoria de Zona de Monumentos Históricos, publicada el 11 de diciembre de 1986 en el Diario Oficial de la Federación; y en la de "Zona Especial de Desarrollo Controlado" (ZEDEC) de 10 de junio de 1993 en el Diario Oficial de la Federación (hoy “Programa Parcial de Desarrollo Urbano para San Ángel, San Ángel Inn y Tlacopac”).
El 5 de agosto del 2010 se publicó en la Gaceta Oficial del Distrito Federal el decreto en el que se declara al conjunto urbano-arquitectónico (barrios, callejuelas, callejones, plazas, jardines, conjuntos religiosos, casas, entre otros) del antiguo pueblo de San Ángel, incluyendo Tizapán, San Ángel Inn, Altavista, Campestre y Tlacopac, como Patrimonio Cultural Tangible de la Ciudad de México y al conjunto de sus expresiones culturales (festividades, manifestaciones artísticas, ferias populares, procesiones, exposiciones de arte entre otras) como Patrimonio Cultural Intangible.
Estas declaratorias establecieron reglas y límites para el desarrollo urbano. Diversas solicitudes de permisos particulares de construcción y de desarrollo de corredores comerciales han encontrado la oposición de asociaciones y grupos de vecinos. Las propuestas de reclasificación de San Ángel, San Ángel Inn, Campestre y Tlacopac han sido materia de protestas y discusiones en la prensa periódica, así como en las instancias gubernativas de la Ciudad de México.